# Рёйи-Совиньи
Рёйи́-Совиньи́ (фр. Reuilly-Sauvigny) — коммуна во Франции, находится в регионе Пикардия. Департамент коммуны — Эна. Входит в состав кантона Эссом-сюр-Марн. Округ коммуны — Шато-Тьерри.
Код INSEE коммуны — 02645.

## Население
Население коммуны на 2010 год составляло 229 человек.
| 1962 | 1968 | 1975 | 1982 | 1990 | 1999 | 2010 |
| ---- | ---- | ---- | ---- | ---- | ---- | ---- |
| 191  | 155  | 153  | 163  | 189  | 213  | 229  |

## Экономика
В 2010 году среди 137 человек трудоспособного возраста (15—64 лет) 107 были экономически активными, 30 — неактивными (показатель активности — 78,1 %, в 1999 году было 71,3 %). Из 107 активных жителей работали 90 человек (53 мужчины и 37 женщин), безработных было 17 (11 мужчин и 6 женщин). Среди 30 неактивных 16 человек были учениками или студентами, 4 — пенсионерами, 10 были неактивными по другим причинам.